# Хорватія на Олімпійських іграх
Хорватія бере участь в Олімпійських іграх з 1992 року. Раніше хорватські спортсмени виступали за Югославію. Національний олімпійський комітет Хорватії було засновано 1991 року й визнано МОК 1993 року. 
Найуспішнішим видом спорту для хорватів є гірськолижний спорт. За кількістю медалей перед веде Яниця Костелич.

## Таблиці медалей

### Результати за літніми Іграми
| Рік                 | Видів спорту | Спортсменів | Медалі | Медалі | Медалі | Медалі  |
| ------------------- | ------------ | ----------- | ------ | ------ | ------ | ------- |
| Рік                 | Видів спорту | Спортсменів | Золото | Срібло | Бронза | Загалом |
| Барселона 1992      | 12           | 39          | 0      | 1      | 2      | 3       |
| Атланта 1996        | 14           | 84          | 1      | 1      | 0      | 2       |
| Сідней 2000         | 12           | 91          | 1      | 0      | 1      | 2       |
| Афіни 2004          | 14           | 81          | 1      | 2      | 2      | 5       |
| Пекін 2008          | 17           | 105         | 0      | 2      | 3      | 5       |
| Лондон 2012         | 17           | 110         | 3      | 1      | 2      | 6       |
| Ріо-де-Жанейро 2016 | 15           | 87          | 5      | 3      | 2      | 10      |
| Усього              | Усього       | Усього      | 11     | 10     | 12     | 33      |

### Результати за літніми видами спорту
| Вид спорту            | Медалі | Медалі | Медалі | Медалі |
| --------------------- | ------ | ------ | ------ | ------ |
| Вид спорту            | Золото | Срібло | Бронза | Разом  |
| Легка атлетика        | 3      | 1      | 1      | 5      |
| Гандбол               | 2      | 0      | 1      | 3      |
| Стрільба              | 2      | 0      | 1      | 3      |
| Академічне веслування | 1      | 3      | 1      | 5      |
| Водне поло            | 1      | 2      | 0      | 3      |
| Вітрильний спорт      | 1      | 1      | 0      | 2      |
| Важка атлетика        | 1      | 0      | 1      | 2      |
| Баскетбол             | 0      | 1      | 0      | 1      |
| Гімнастика            | 0      | 1      | 0      | 1      |
| Плавання              | 0      | 1      | 0      | 1      |
| Тхеквондо             | 0      | 0      | 3      | 3      |
| Теніс                 | 0      | 0      | 3      | 3      |
| Бокс                  | 0      | 0      | 1      | 1      |
| Усього                | 11     | 10     | 12     | 33     |

### За зимовими Іграми
| Рік                 | Видів спорту | Спортсменів | Медалі | Медалі | Медалі | Медалі  |
| ------------------- | ------------ | ----------- | ------ | ------ | ------ | ------- |
| Рік                 | Видів спорту | Спортсменів | Золото | Срібло | Бронза | Загалом |
| Альбервіль 1992     | 4            | 3           | 0      | 0      | 0      | 0       |
| Ліллехаммер 1994    | 3            | 2           | 0      | 0      | 0      | 0       |
| Нагано 1998         | 2            | 6           | 0      | 0      | 0      | 0       |
| Солт-Лейк-Сіті 2002 | 5            | 14          | 3      | 1      | 0      | 4       |
| Турин 2006          | 6            | 24          | 1      | 2      | 0      | 3       |
| Ванкувер 2010       | 4            | 19          | 0      | 2      | 1      | 3       |
| Сочі 2014           | 3            | 11          | 0      | 1      | 0      | 1       |
| Усього              | Усього       | Усього      | 4      | 6      | 1      | 11      |

### За зимовими видами
| Вид спорту          | Медалі | Медалі | Медалі | Медалі  |
| ------------------- | ------ | ------ | ------ | ------- |
| Вид спорту          | Золото | Срібло | Бронза | Загалом |
| Гірськолижний спорт | 4      | 6      | 0      | 10      |
| Біатлон             | 0      | 0      | 1      | 1       |
| Усього              | 4      | 6      | 1      | 11      |